# Kingsbury (Texas)
Kingsbury es un lugar designado por el censo ubicado en el condado de Guadalupe en el estado estadounidense de Texas. En el Censo de 2010 tenía una población de 782 habitantes y una densidad poblacional de 10,73 personas por km².

## Geografía
Kingsbury se encuentra ubicado en las coordenadas 29°38′52″N 97°48′39″O / 29.64778, -97.81083. Según la Oficina del Censo de los Estados Unidos, Kingsbury tiene una superficie total de 72.91 km², de la cual 72.7 km² corresponden a tierra firme y (0.29%) 0.21 km² es agua.

## Demografía
Según el censo de 2010, había 782 personas residiendo en Kingsbury. La densidad de población era de 10,73 hab./km². De los 782 habitantes, Kingsbury estaba compuesto por el 89% blancos, el 1.28% eran afroamericanos, el 0.38% eran amerindios, el 1.02% eran asiáticos, el 0% eran isleños del Pacífico, el 5.88% eran de otras razas y el 2.43% pertenecían a dos o más razas. Del total de la población el 18.16% eran hispanos o latinos de cualquier raza.